# Asociația absolvenților Seminarului musulman din Dobrogea
Asociația absolvenților Seminarului musulman din Dobrogea a fost o organizație a etnicilor tătari din România înființată în Constanța în anul 1929.